# مارتین لاور
مارتین لاور (آلمانی: Martin Lauer; زاده ۲ ژانویهٔ ۱۹۳۷ – درگذشته ۶ اکتبر ۲۰۱۹) دونده اهل آلمان بود.
وی همچنین برندهٔ جوایزی همچون برگ بوی نقره‌ای شده‌است.
وی در مسابقات کشوری و بین‌المللی در مجموع برندهٔ ۱ مدال طلا شده‌است.